# Varennesite
La varennesite è un minerale.